# Nada Gordon
Nada Gordon (geboren 1964 in Oakland) ist eine US-amerikanische Autorin und spartenübergreifende Künstlerin.

## Leben und Werk
Nada Gordon wurde in Kalifornien geboren und studierte dort unter anderem an der San Francisco State University alternative poetries. Ihre Abschlussarbeit schrieb sie an der Universität Berkeley über die US-amerikanische Schriftstellerin und Poetin Bernadette Mayer. 1988 wanderte sie nach Japan aus. Dort lehrte sie Englisch und war Mitherausgeberin des Magazins AYA. 1999 kehrte sie in die USA zurück und ließ sich in Brooklyn nieder. Sie gilt als eine der Mitbegründerinnen des Flarf. Ihre Gedichte wurden in mehrere Sprachen übertragen: ins Japanische, das Isländische, Hebräische und Burmesische. Sie unterrichtet Englisch als Zweitsprache am Pratt Institute.

## Veröffentlichungen auf Englisch
- Vile Lilt Roof Books 2013, ISBN 978-1-931824-49-1.
- Scented Rushes, Roof Books 2010, ISBN 978-1-931824-40-8.
- Folly, Roof Books 2007, ISBN 978-1-931824-23-1.
- Foriegnn Bodie, Detour Press 2001, ISBN 978-0-9627762-3-6.
- Are Not Our Lowing Heifers Sleeker Than Night-Swollen Mushrooms?, Spuyten Duyvil 2001, ISBN 978-1-881471-66-0
- Zusammen mit Gary Sullivan: Swoon (Granary), Granary Books 2001, ISBN 978-1-887123-54-9.